# Dwadzieścia pięć pensów (moneta brytyjska)
Dwadzieścia pięć pensów – brytyjska moneta okolicznościowa należąca do systemu dziesiętnego, emitowana w latach 1972-1981.
Monety o tym nominale zostały wybite czterokrotnie:
- w 1972, z okazji 25 rocznicy ślubu Elżbiety II i księcia Filipa,
- w 1977, z okazji 25 rocznicy panowania Elżbiety II,
- w 1980, z okazji 80 urodzin Elżbiety, królowej matki,
- w 1981, z okazji ślubu księżnej Diany i księcia Karola.

Wszystkie typy były wybijane w dużych nakładach w miedzioniklu i w znacznie mniejszych ilościach w srebrze.